# Anja Senz
Anja-Désirée Senz ist eine deutsche Politikwissenschaftlerin und Sinologin. Sie beschäftigt sich schwerpunktmäßig mit der Wirtschaft, Politik, Umwelt, Gesellschaftsentwicklung und Korruptionsbekämpfung in China und Ostasien. Im Jahr 2014 wurde sie als Professorin für Gegenwartsbezogene Chinaforschung an das Institut für Sinologie der Ruprecht-Karls-Universität Heidelberg berufen.

## Leben
Nach dem Abitur studierte Anja Senz Politikwissenschaften, Mediensoziologie und Ethnologie an der Universität Trier. Sie vervollkommnete ihre Ausbildung als Stipendiatin der Studienstiftung des deutschen Volkes und der Alfried Krupp von Bohlen und Halbach-Stiftung an der Sun Yatsen-Universität in Guangzhou mit dem Studium der chinesischen Sprache und chinesischen Geschichte. In ihrer an der Universität Trier verfassten Magisterarbeit beschäftigte sich Anja Senz mit dem Thema Korruption in Hongkong.
Nach dem Studium setzte sie zunächst als wissenschaftliche Mitarbeiterin am Institut für Politikwissenschaft der Universität Duisburg-Essen ihre Forschungsarbeiten, unter anderem mit dem Schwerpunkt der Lage nationaler Minderheiten in China fort. Später arbeitete sie an der gleichen Universität als Forschungsreferentin an der Fakultät Gesellschaftswissenschaften und als Research Fellow am Institut für Ostasienwissenschaften. Gemeinsam mit Thomas Heberer konzipierte und begleitete sie 2006 wissenschaftlich in Duisburg die Ausstellung Die Yi : gestern und heute – Chinas Volk der großen kühlen Berge. 
2010 legte sie am Institut für Politikwissenschaft der Universität Duisburg-Essen ihre Promotion zum Thema Institutionenwandel und Entscheidungsstrukturen im ländlichen China vor, für die sie mehrfach – als beste sozialwissenschaftliche Dissertation der Universität Duisburg-Essen sowie mit dem Dissertationspreis des Kulturwissenschaftlichen Instituts Essen (Forschungskolleg der Universitätsallianz Metropole Ruhr) – ausgezeichnet wurde.
Von 2009 bis 2014 war sie geschäftsführende Direktorin des Konfuzius-Instituts Metropole Ruhr an der Universität Duisburg-Essen. Im August 2014 wurde Anja Senz als Professorin für Gegenwartsbezogene Chinaforschung an das Institut für Sinologie der Universität Heidelberg berufen. Im Juni 2019 wählte sie der Senat der Ruprecht-Karls-Universität als Prorektorin für Studium und Lehre.
Anja Senz hält regelmäßig Vorträge im In- und Ausland und publiziert Monografien, Zeitschriftenartikel und Aufsätze in Tageszeitungen über Kultur-, Wirtschafts- und Handelspolitik in China und Ostasien und war unter anderem 2012 als Expertin zu Gast in der Phoenix-Runde. Sie hält sich regelmäßig für Feldforschungen in China und anderen asiatischen Ländern auf.

## Veröffentlichungen (Auswahl)
- Korruption in Hongkong : eine Analyse zum Zusammenhang von Souveränitätswechsel und Korruptionsentwicklung (1999 Magister-Arbeit an der Universität Trier, 2003 in den Mitteilungen des Instituts für Asienkunde, Hamburg veröffentlicht)
- Von Ashima zu Yi-Rap : die Darstellung nationaler Minderheiten in den chinesischen Medien am Beispiel der Yi-Nationalität, mit Yi Zhu (2001)
- The Depiction of National Minorities in Chinese Media – a Case Study on the Yi Minority (2001), mit Yi Zhu
- Wählen zwischen Recht und Pflicht : Ergebnisse einer Exkursion der Ostasienwissenschaften in die Provinz Sichuan, VR China (2004)
- Feldforschung in Asien, Erlebnisse und Ergebnisse aus der Sicht politikwissenschaftlicher Ostasienforschung, mit Thomas Heberer (2004)
- Die Yi : gestern und heute – Chinas Volk der großen kühlen Berge, mit Thomas Heberer  (2006)
- Die Rolle Chinas in der internationalen Politik, mit Thomas Heberer (2006)
- Regionalexpertise – Destabilisierungs- und Konfliktpotenzial prognostizierter Umweltveränderungen in China bis 2020/2050, Externe Expertise für das WBGU-Hauptgutachten „Welt im Wandel: Sicherheitsrisiko Klimawandel“, mit Thomas Heberer (2008)
- Task Force: Entwicklungspolitik und -strategien in Ostasien am Beispiel der chinesischen Umweltpolitik, mit Thomas Heberer (2009)
- Green Governance – One Solution for Two Problems? Climate Change and Economic Shocks: Risk Perceptions and Coping Strategies in China, India and Bangladesh, mit Dieter Reinhardt (2010)
- Wer bestimmt in Chinas Dörfern? Institutionenwandel und Entscheidungsstrukturen im ländlichen China (2010), Dissertation
- Die VR China im Wettstreit mit den USA: Wandel der sino-amerikanischen Beziehungen unter Obama?, mit Thomas Heberer (2012)
- Wie läßt sich die Zusammenarbeit des Landes Nordrhein-Westfalen mit China und den NRW-Partnerprovinzen vertiefen?, mit Thomas Heberer (2013)
- Task force: connecting India, China and Southeast Asia : new socio-economic developments, mit Dieter Reinhardt (2014)
- Scheitert China? Risiken, Unwägbarkeiten und Perspektiven (2016)
- The BCIM Economic Corridor and Chinese Investments in Myanmar (2017)
- Zwischen zerstörter Umwelt und Ökolabor: Perspektiven einer sozial-ökologischen Transformation in China (2017)